# ديلشود فاسييف
ديلشود فاسييف (بالطاجيكية: Дилшод Восиев) (مواليد 12 فبراير 1988 في دوشنبه) لاعب كرة قدم طاجيكستاني دولي يجيد اللعب في خط الوسط . يلعب حاليا لصالح نادي استقلال دوشنبه الطاجيكستاني منذ 2008 .

## روابط خارجية
- ديلشود فاسييف على موقع قاعدة بيانات كرة القدم.إي يو (الإنجليزية)
- ديلشود فاسييف على موقع ناشيونال فوتبول تيمز (الإنجليزية)
- ديلشود فاسييف على موقع Soccerway.com (الإنجليزية)
- ديلشود فاسييف على موقع كووورة